# Velika Grabovnica (miasto Leskovac)
Velika Grabovnica (cyr. Велика Грабовница) – wieś w Serbii, w okręgu jablanickim, w mieście Leskovac. W 2011 roku liczyła 1279 mieszkańców.